# مگسای سای
مگسای سای (به لاتین: Magsaysay, Palawan) یک شهر در فیلیپین است که در پالاوان واقع شده‌است.

## خصوصیات
مگسای سای ۴۹٫۴۸ کیلومترمربع مساحت و ۱۱٬۹۶۵ نفر جمعیت دارد.